# Sinagoga Abrishamí
La Sinagoga Abrishamí (en persa: کنیسه ابریشمی) (en hebreu: בית הכנסת אברישמי) va ser construïda al setembre de 1965 en el barri de classe mitjana del carrer Kaj-i Shomali (actualment, carrer de Palestina) a la ciutat de Teheran (Iran). El terreny sobre el qual es va construir el complex escolar i la sinagoga va ser cedit pel filantrop jueu iranià, Aghayán Abrishamí, i té una àrea de 1.025 metres quadrats. La fundació va ser creada originalment amb el nom de Fundació Cultural Tzedek, amb la missió de supervisar la construcció i el funcionament del complex format per la sinagoga i l'escola Abrishamí.